# ورده الترک
وَردَه نیکولا التُّرک (۱۷۹۷ – ۱۸۷۳) شاعر لبنانی عثمانی بود. از مردم دیر القمر پایتخت امارت جبل لبنان بود. نزد پدرش که ادیبی سرشناس بود، کتاب خواند و آموزش یافت. موشحات به نظم درآورد و در مدح برجسته شد و امیر بشیر الشهابی دوم، بیگ تونس و دیگران را ستود. همچنین در رثای دو پسرش سرود. او تیزهوش و درست‌زبان وصف شده که خط خوبی داشت. فقط تعداد کمی از آثارش مانده است، در نوشتن مُوَشِّحات و زَجَل که از مهم‌ترین موضوعات سنتی شعر عربی به‌شمار می‌رود، مهارت داشت. ورده الترک یکی از مهم‌ترین زنان شاعری بود که در جامعهٔ ادبی زنان در سدهٔ نوزدهم ظهور کرد و به ارتقای جایگاه و پیشرفت آنان کمک کرد.

## زندگی و پیشه
ورده بنت نقولا بن یوسف بن ناصیف الترک الاسطنبولی در دیر القمر، شوف، سنجق جبل لبنان، ایالت صیدا، امارت جبل لبنان/امپراتوری عثمانی در سال ۱۷۹۷ زاده شد. او دختر نویسنده و شاعر برجستهٔ لبنانی، نیکولا/نقولا الترک بود که به عنوان نویسندهٔ شخصی برای امیر بشیر شهاب دوم کار می‌کرد، همچنین مؤرخی مورد اعتماد که مجموعه وقایعی را که در قرن هجدهم در لبنان شاهد بود، مستند می‌کرد.خانوادهٔ او یونانی الاصل و اهل استانبول بودند، به همین دلیل به لقب استانبولی شهرت یافتند که بعداً به «ترک» تغییر یافت. گفته می‌شود که پدرش اصالتاً سلطنتی دارد، یا اینکه او از نوادگان یک خانواده ارتدوکس رومی است که در اواخر قرن هجدهم عرب‌شده و به مذهب کاتولیک گرویدند. نظریهٔ دیگری نیز توسط فیلیپ الطرزی نویسنده و مؤرخ که در تاریخ اندیشه و فرهنگ عرب به‌طور عام و لبنان به‌طور خاص تخصص دارد، اتخاذ کرده است که در آن می‌گوید خانوادهٔ ترک سلطنتی نیستند، بلکه یک خانوادهی کاتولیک ارمنی بودند.
ورده نزد پدرش که ادیب بود، پرورش یافت و از او علم و دانش آموخت و در شعرسرایی سرآمد شد. پس از نابینایی پدرش در آخرین روزهای زندگی‌اش، شعر او را می‌نوشت و گرد می‌آورد. ورده در شعر مدح تخصص یافت و بسیاری از شخصیت‌های مهم زمان خود مانند: شاهزاده بشیر الشهابی دوم، بیگ تونس، بطرس کرامه و دیگران را ستود. او به خاطر توانایی برترش در سازماندهی مُوَشِّحات و زَجَل مشهور بود.او یکی از شاعران زن مهم زمان خود در شام شد، در زمانی که زنان زندگی اجتماعی بارزی نداشتند. او به زبان عربی تسلط داشت و با خط خوبش متمایز بود. بیشتر شعرش از بین رفته و فقط اشعار ساده‌ای از او باقی مانده است. او در موضوعات عشق، رثا و مدح اشعاری نوشت. اندک آثار باقی‌مانده او و نوشته‌های او به کوشش مؤرخ لبنانی جرجس بن صفا، اهل دیر القمر حفظ شد. شاعر ورده الیازجی دیوان خود را با عنوان «باغ گل سرخ» به ورده الترک تقدیم کرد.
ورده الترک از مهم‌ترین زنان شاعر در جامعهٔ ادبی زنان در سدهٔ نوزدهم ظهور شد که به ارتقای جایگاه و پیشرفت زنان کمک کرد. نه تنها شعر می‌سرود که به احیای زبان و ادبیات کلاسیک عربی کمک می‌کند، بلکه به توانمندسازی زنان در منطقهٔ خود از طریق شعر و نوشته‌های تأثیرگذار خود کمک کرد. او در کنار دیگر شاعران زمان خود توانست الهام‌بخش نسل جدید شاعران و نویسندگان زن باشد که در مسائل زنان تخصص داشتند و به دنبال کسب آزادی و مقام خود بودند. در طول قرن نوزدهم، جهان عرب شاهد بیداری به نام النهضة بود که در لبنان، مصر و سوریه رخ داد. این جنبش زنان را قادر ساخت تا آزادی خود را تا حد زیادی به دست آورند، بنابراین زنان در ادبیات و سیاست ظهور کردند. ورده الترک شاعر از جمله زنانی بود که در این دوره ظاهر شد و با شعر خود به توانمندی زنان کمک کرد.
ورده الترک شاعر به تحصیل ادبیات و نوشتن ادامه داد تا اینکه پدرش در سال ۱۸۲۸ درگذشت. از مرگ او سخت اندوهگین شد، از نوشتن شعر دست کشید و در حالت ماتم و انزوای شدید قرار گرفت تا اینکه در سال ۱۸۷۳ درگذشت.